# Дітківці (Тернопільський район)
Ді́тківці — село в Україні, у Білецькій сільській громаді Тернопільського району Тернопільської області. Розташоване на річці Верховинка, на північному сході району. Від 2020 орган місцевого самоврядування — Білецька сільська рада.
Населення — 419 осіб (2001).

## Історія
На території Дітківців виявлено римські монети. Чотири срібних динарії імператора Траяна, знайдені в 1974 році в кар’єрі.
Під час І світової війни Дітківці було майже знищене.
1 серпня 1934 року внаслідок адміністративної реформи село включене до новоствореної у Тернопільському повіті об'єднаної сільської гміни Ігровиця.
Діяли товариства «Просвіта», «Луг», «Відродження» «Сільський господар», «Союз українок».
1941 у Воробіївському лісі під час відступу Червоної Армії загинуло 29 юнаків із Дітківців та навколишніх сіл.
16 березня 1946 поблизу Дітківців полягло 19 вояків УПА, у тому числі сотник «Гордієнко».
12 червня 2020 року, відповідно до розпорядження Кабінету Міністрів України № 724-р «Про визначення адміністративних центрів та затвердження територій територіальних громад Тернопільської області» увійшло до складу Білецької сільської громади.
19 липня 2020 року, в результаті адміністративно-територіальної реформи та ліквідації Зборівського району, село увійшло до складу новоутвореного Тернопільського району.

## Населення

### Мова
Розподіл населення за рідною мовою за даними перепису 2001 року:
| Мова       | Кількість | Відсоток |
| ---------- | --------- | -------- |
| українська | 419       | 100%     |

## Пам'ятки
Є церква Покрови Пресвятої Богородиці (1904), «фігура» на честь скасування панщини.
Встановлено пам'ятник «Казьміра» польському панові (1822), пам'ятний хрест на честь тверезості, споруджено меморіал полеглим у 1946 воякам УПА (1995).

### Скульптура Матері Божої
Щойновиявлена пам'ятка монументального мистецтва. Розташована біля церкви.
Робота самодіяльних майстрів, виготовлена із каменю (встановлена 1902 р.).
Постамент — 1х1 м, висота 1,7 м; висота скульптури 1,25 м, площа — 0,0006 га.

### Пам'ятний знак на честь скасування панщини
Виготовлений із каменю самодіяльними майстрами. Встановлений 1848 року біля церкви (пам'ятка історії).
Постамент 2,4х2,55, висота 2,4 м; висота скульптури 1,35, площа 6 м2.

## Соціальна сфера
Діють загальноосвітня школа І ступеня, бібліотека.

## Відомі люди

### Народилися
- Василь Балюх (нар. 1951) — український фотохудожник.
- Смолінський Ярослав Васильович (1994—2017) — український військовик, учасник російсько-української війни[8].
- Адольф Штерншус (1873—1915) — єврейський колекціонер і меценат.

## Галерея

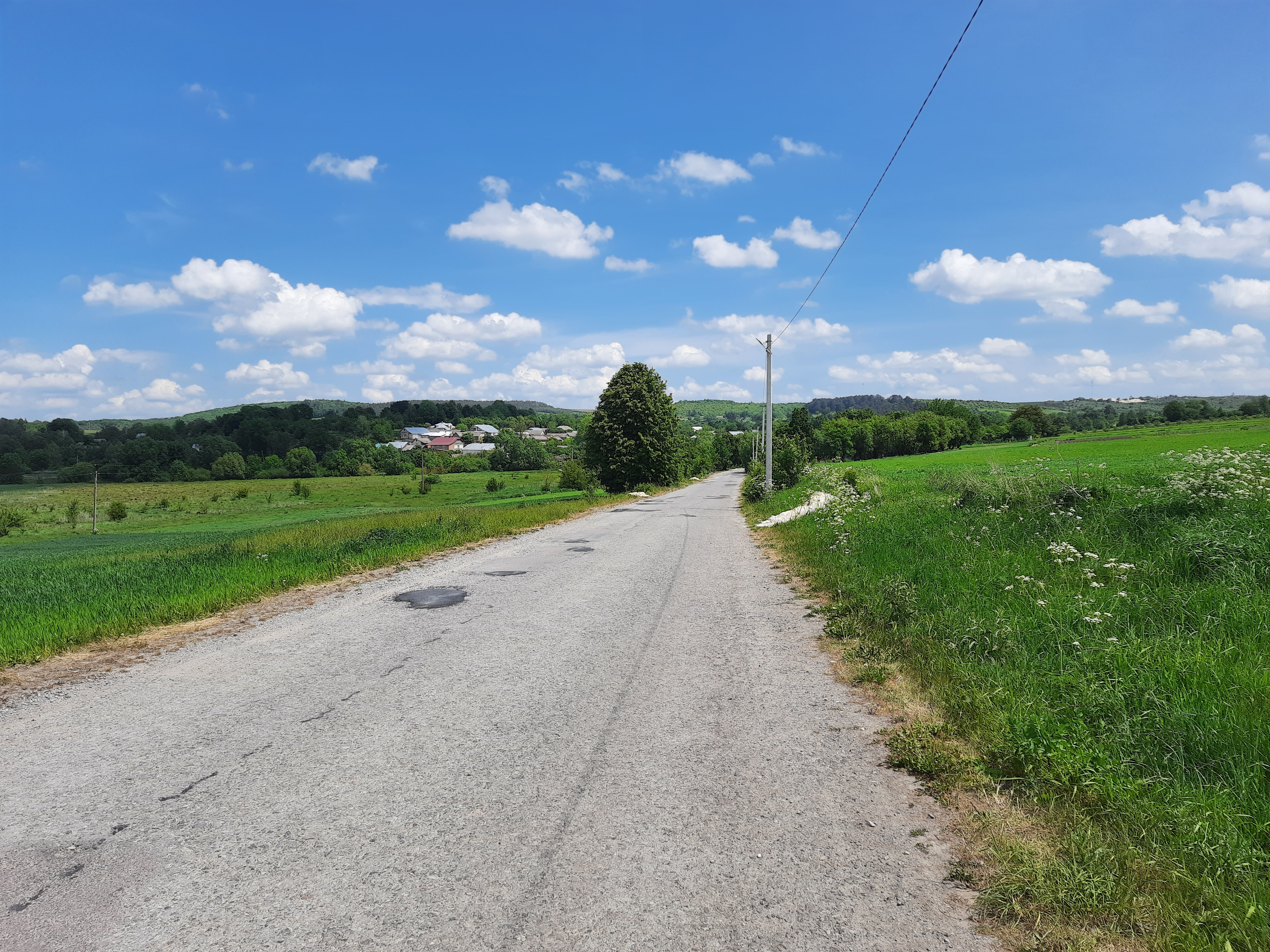
Дорога в село
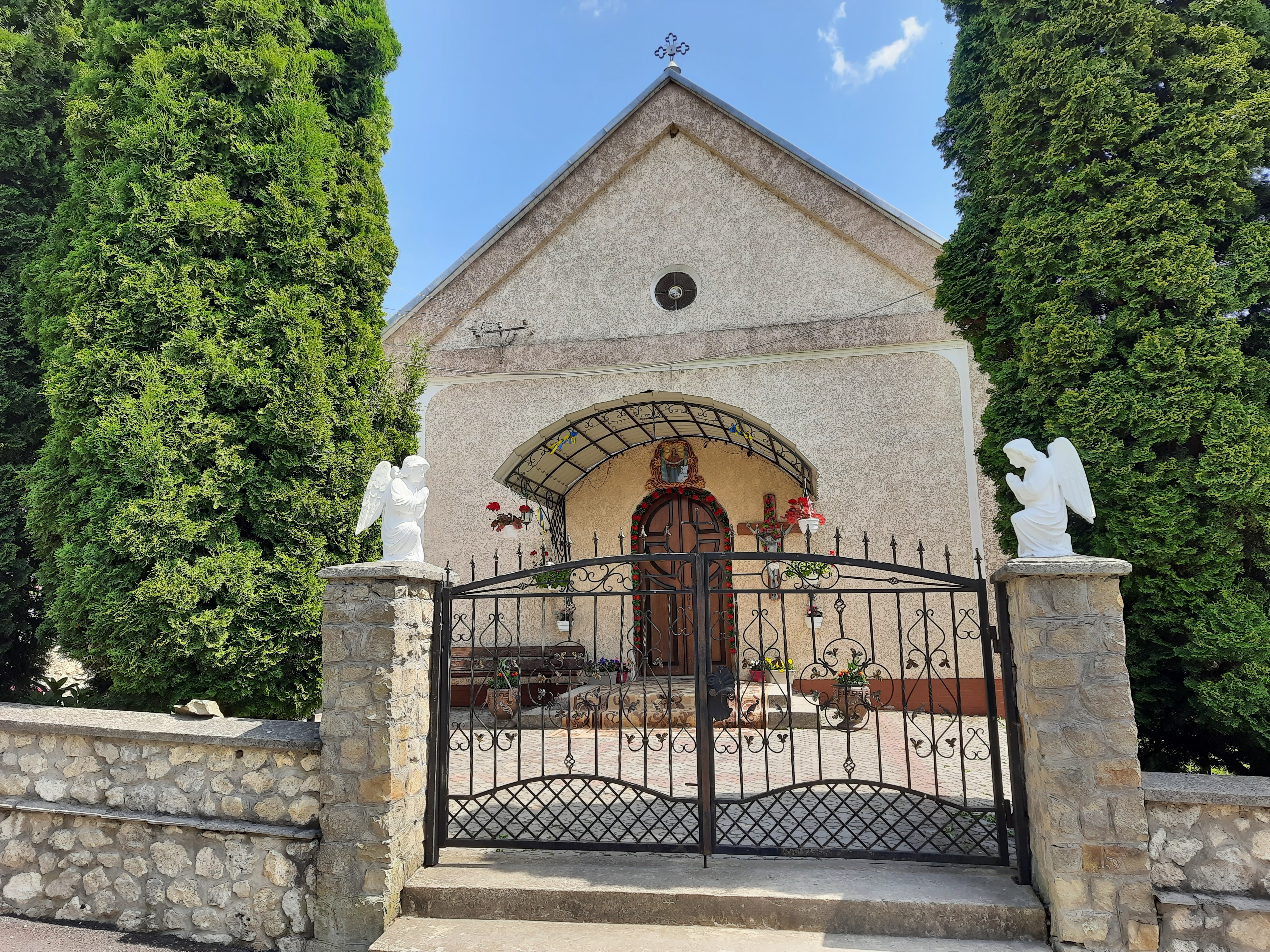
Церква Покрови Пресвятої Богородиці
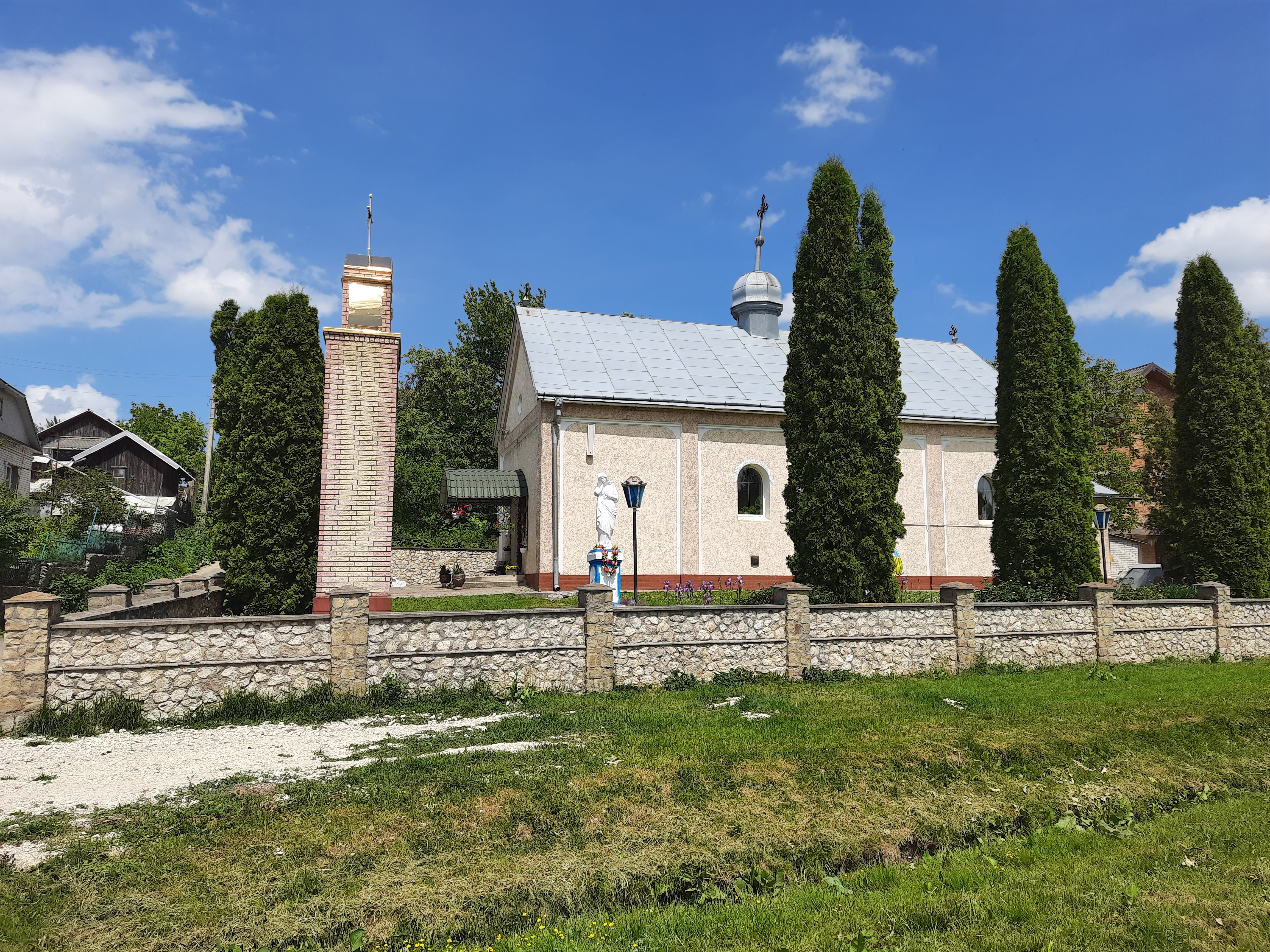
Церква Покрови Пресвятої Богородиці
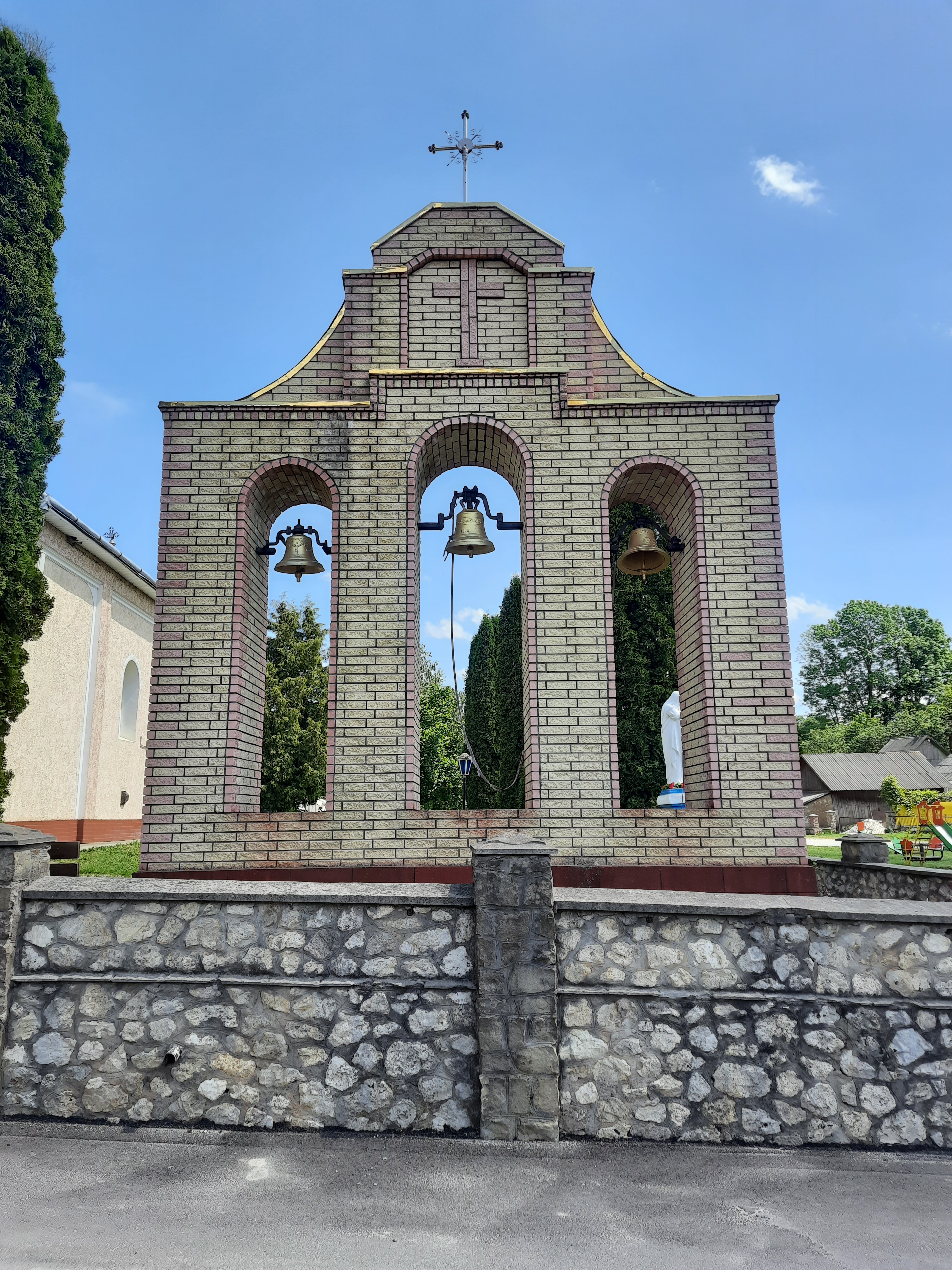
Дзвіниця церкви Покрови Пресвятої Богородиці
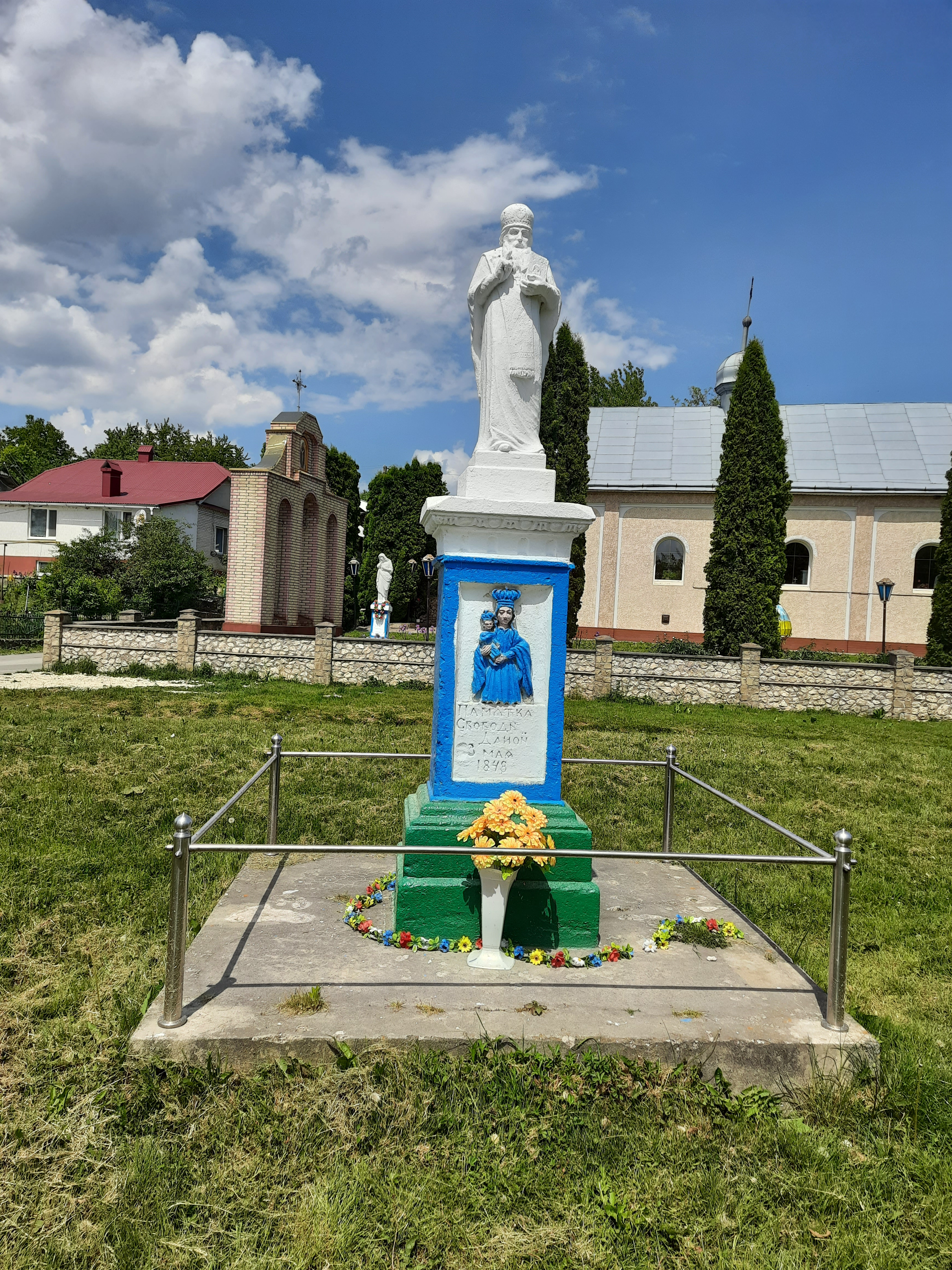
Пам'ятний знак (скульптура) на честь скасування панщини
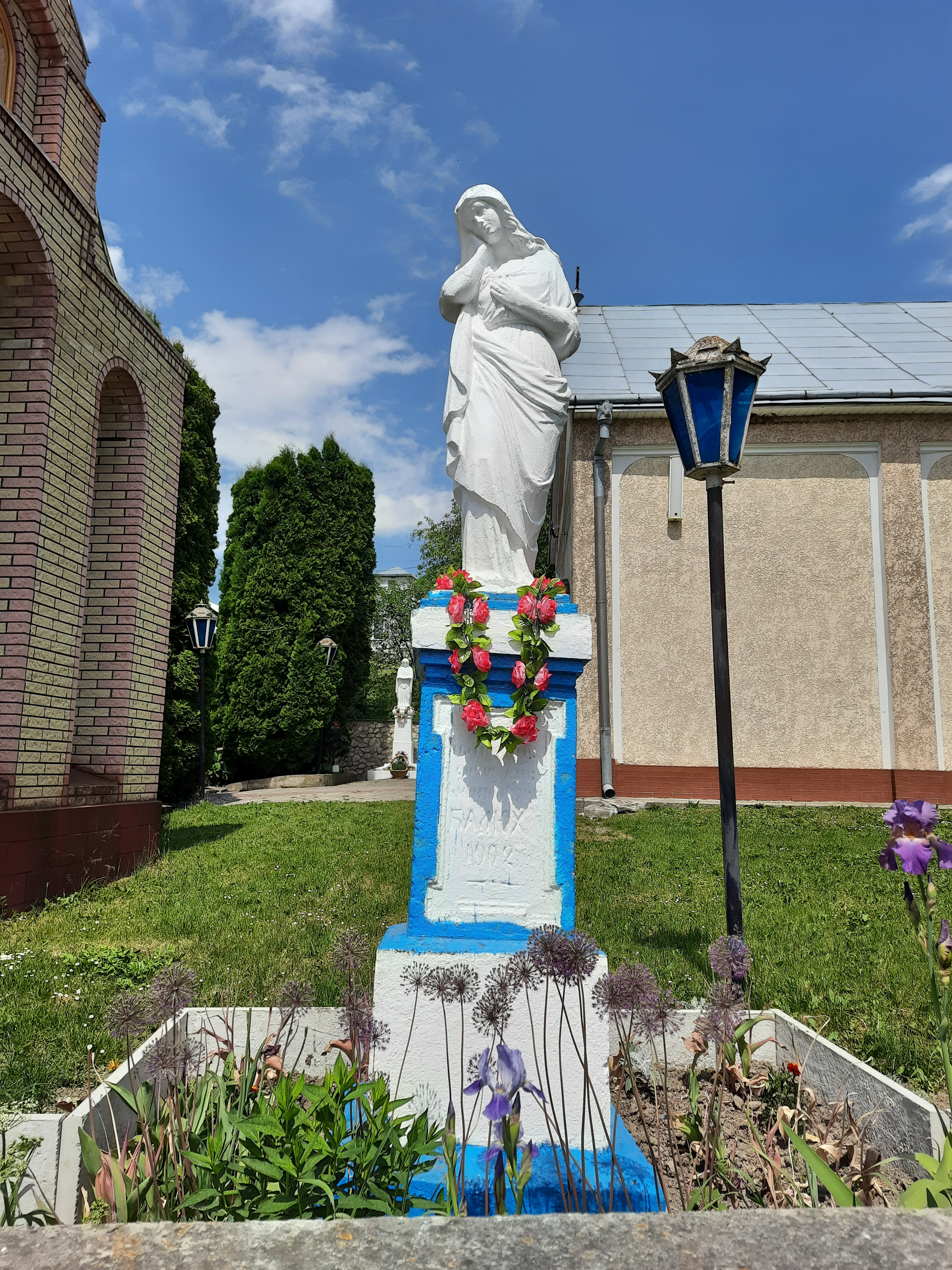
Скульптура Матері Божої
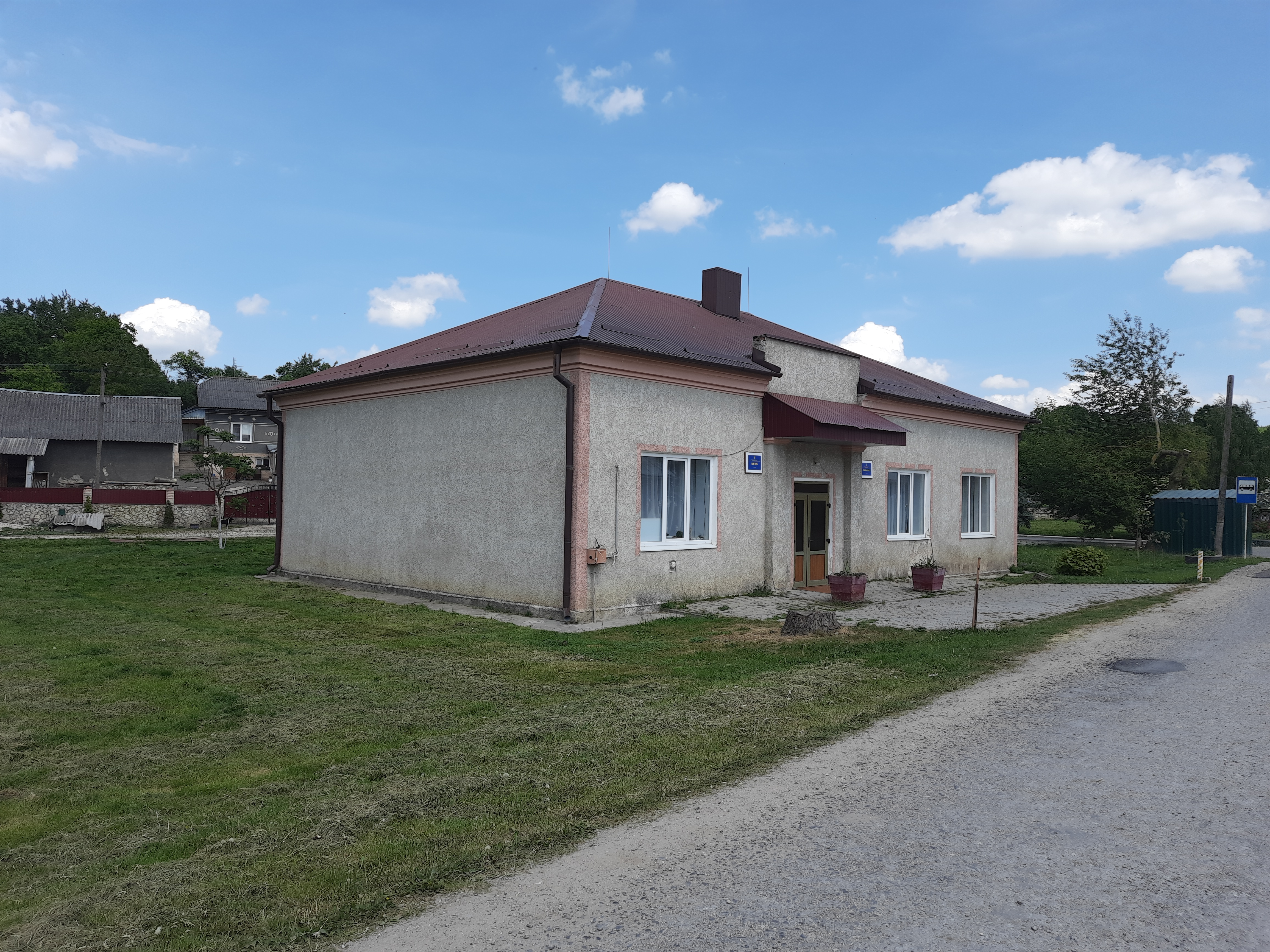
Клуб
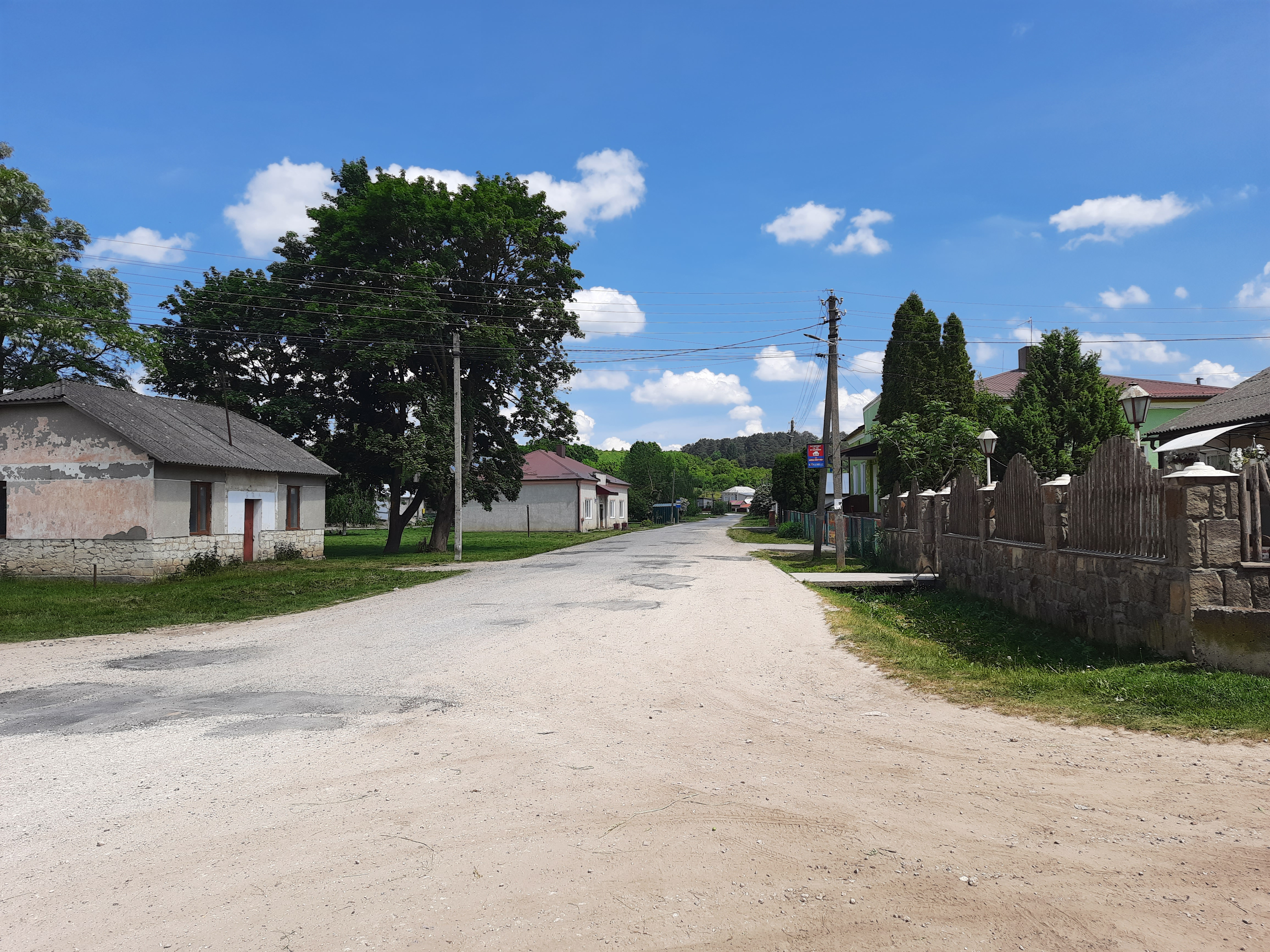
Сільська вулиця
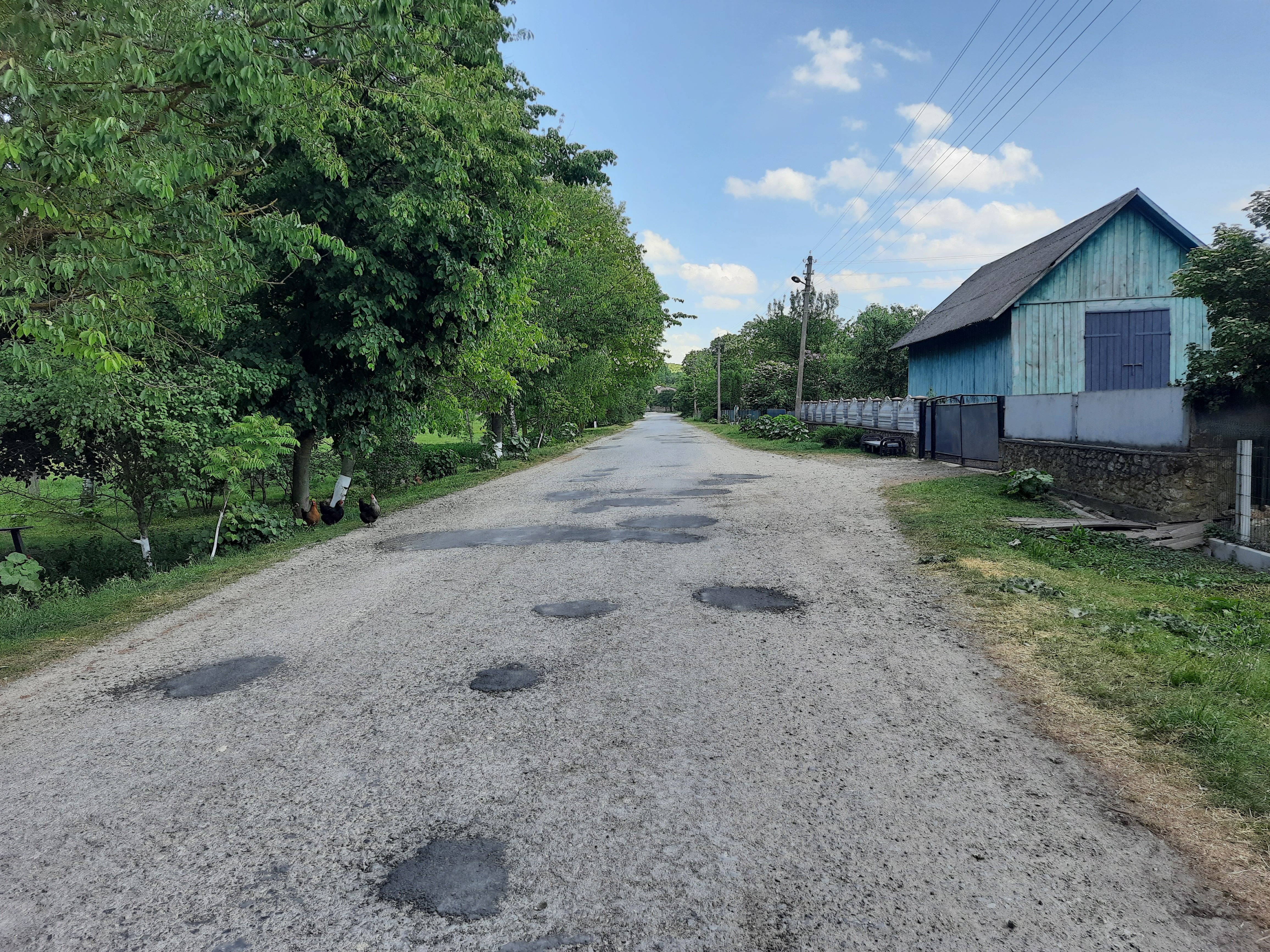
Околиця села
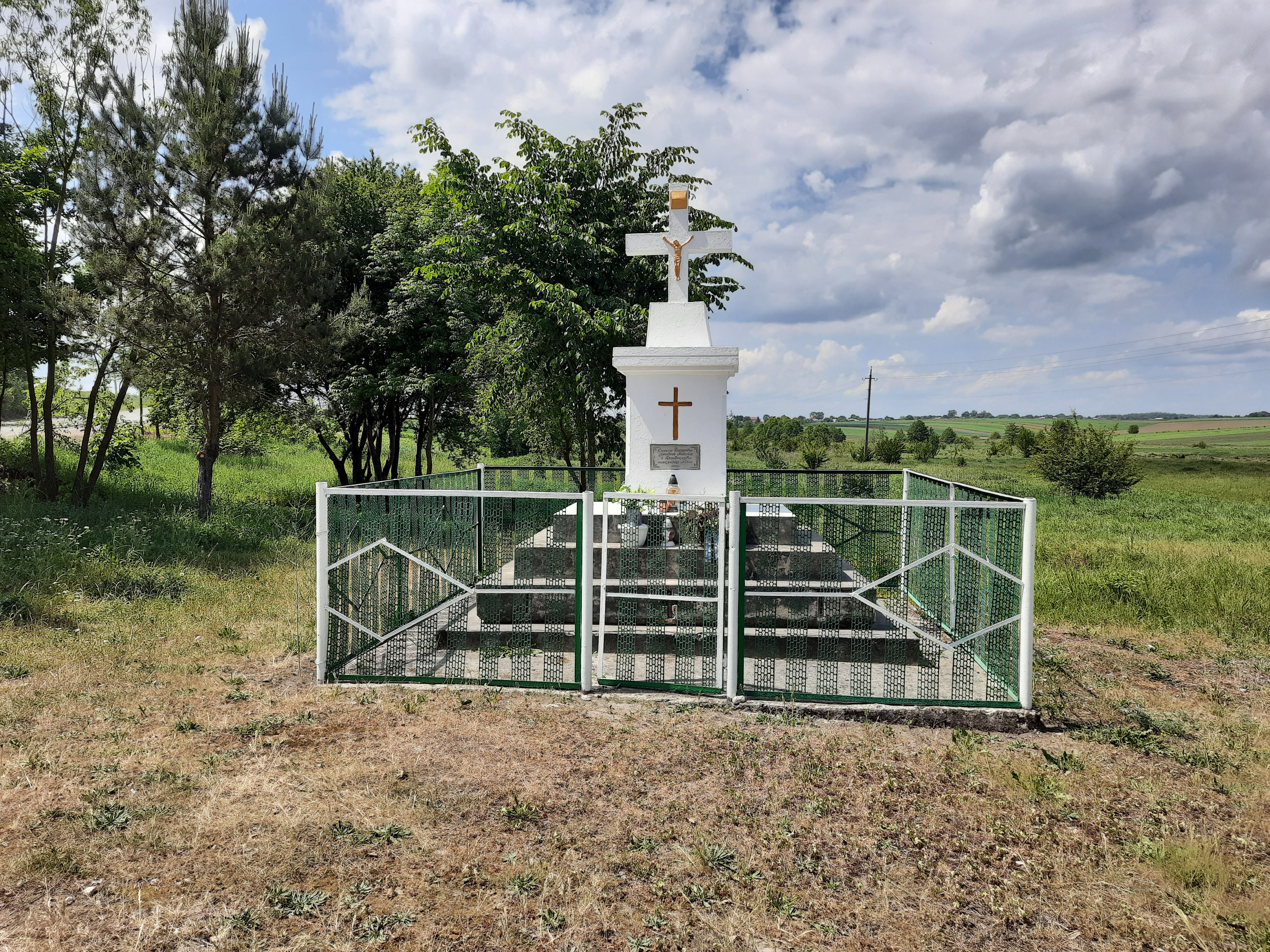
Пам'ятний хрест на околиці села